# Fallhaus (Mailach)
Fallhaus ist eine Wüstung auf dem Gemeindegebiet des Marktes Lonnerstadt im Landkreis Erlangen-Höchstadt (Mittelfranken, Bayern).

## Geografie
Östlich der Einöde befanden sich die Sichardshofteiche und der Sichardshof. Unmittelbar nördlich und südlich war er von Acker- und Grünland umgeben. Im Westen grenzte ein Waldgebiet an.

## Geschichte
Der Ort diente als Abdeckerei, vermutlich für Lonnerstadt.
Gegen Ende des 18. Jahrhunderts zählte sie zur Realgemeinde Sichardshof und wurde als Wasenmeisterei bezeichnet. Das Hochgericht übte das brandenburg-bayreuthische Kasten- und Jurisdiktionsamt Dachsbach aus, was bis 1796 vom bambergischen Centamt Höchstadt strittig gemacht wurde. Grundherr war das Rittergut Sichardshof. Unter der preußischen Verwaltung (1792–1806) des Fürstentums Bayreuth erhielt das Fallhaus die Hausnummer 3 des Ortes Sichardshof.
Im Rahmen des Gemeindeedikts wurde Fallhaus dem 1811 gebildeten Steuerdistrikt Uehlfeld und der 1813 gebildeten Ruralgemeinde Mailach zugewiesen.
1856 wurde der Sichardshof zerschlagen und abgebrochen. Das Fallhaus blieb wahrscheinlich bestehen und war mindestens bis 1900 bewohnt.

### Einwohnerentwicklung
| Jahr      | 001840 | 001861 | 001871 | 001885 | 001900 |
| Einwohner | 8      | 7      | 7      | 3      | 2      |
| Häuser    | 1      |        |        | 1      | 1      |
| Quelle    | [ 6 ]  | [ 7 ]  | [ 8 ]  | [ 9 ]  | [ 10 ] |

## Religion
Der Ort war evangelisch-lutherisch geprägt und nach St. Jakob  (Uehlfeld) gepfarrt.